# Голідей-Біч (Техас)
Голідей-Біч (англ. Holiday Beach) — переписна місцевість (CDP) в США, в окрузі Аранзас штату Техас. Населення — 526 осіб (2020).

## Географія
Голідей-Біч розташований за координатами 28°10′2″ пн. ш. 97°0′29″ зх. д. / 28.16722° пн. ш. 97.00806° зх. д. (28.167125, -97.008001).  За даними Бюро перепису населення США в 2010 році переписна місцевість мала площу 5,08 км², з яких 4,24 км² — суходіл та 0,83 км² — водойми.

## Демографія
Згідно з переписом 2010 року, у переписній місцевості мешкало 514 осіб у 240 домогосподарствах у складі 157 родин. Густота населення становила 101 особа/км².  Було 678 помешкань (134/км²).
Расовий склад населення:
| - 92,8 % — білих - 0,4 % — азіатів - 5,8 % — осіб інших рас |

До двох чи більше рас належало 1,0 %. Частка іспаномовних становила 15,0 % від усіх жителів.
За віковим діапазоном населення розподілялося таким чином: 17,5 % — особи молодші 18 років, 58,6 % — особи у віці 18—64 років, 23,9 % — особи у віці 65 років та старші. Медіана віку мешканця становила 53,4 року. На 100 осіб жіночої статі у переписній місцевості припадало 104,8 чоловіків;  на 100 жінок у віці від 18 років та старших — 100,9 чоловіків також старших 18 років.
Цивільне працевлаштоване населення становило 169 осіб. Основні галузі зайнятості: будівництво — 24,9 %, освіта, охорона здоров'я та соціальна допомога — 19,5 %, оптова торгівля — 18,9 %.